# 芒福德 (密蘇里州)
芒福德（英語：Mumford）是位於美國密蘇里州格林縣的非建制地區。

## 歷史
芒福德的郵局於1887年設立，其後於1924年停運。

## 地理
芒福德所處的海拔為高於海平面364米（即1194英呎），而該地所採用的時區為UTC-6，即北美中部時區（CST）。同時該地設有夏令時間，為UTC-6調快一小時，即UTC-5（CDT）。